# Cal·lípolis (Hispània)
Cal·lípolis (llatí: Callipolis, del grec Καλλίπολις 'ciutat bella') és el nom d'una població de la Tarraconense esmentada únicament a l'Ora marítima d'Aviè, que la situa entre Tàrraco i Salauris (tal vegada Salou?). No hi ha cap altre indici de la seva existència, i és probable que es tracti d'una ciutat fantàstica que no hauria existit mai, o bé que sigui un nom poètic alternatiu per referir-se a Tàrraco, malgrat que hi ha historiadors que sostenen la seva existència i relació amb algun jaciment de la zona.
Tot i així, el nom de Cal·lípolis ha fet fortuna entre els arqueòlegs, que sovint han cregut localitzar les seves restes. Hom ha sostengut que es correspon amb la vil·la romana de la Pineda, al terme municipal de Vila-seca (aquesta vil·la està inclosa a l'Inventari  del Patrimoni Arqueològic i Paleontològic de Catalunya amb el nom de «vil·la romana de Cal·lípolis»), i recentment hom també l'ha volguda identificar amb el poblat de la Punta de la Cella, situat al mateix Cap de Salou, que té una cronologia d'entre el 400 aC i el 250-240 aC i sembla que té un origen grec. No obstant això, no hi ha cap troballa que vinculi aquests jaciments amb el topònim de Cal·lípolis, que ben bé podria ser un epítet literari per la mateixa ciutat de Tàrraco.
En qualsevol cas, el nom ha guanyat popularitat a la zona de Tarragona i Salou, i així avui existeixen l'IES Cal·lípolis, que forma part del Complex Educatiu de Tarragona (l'antiga Universitat Laboral), i el CEIP Cal·lípolis de la Pineda.